# 梁穀
梁穀（1480年—？），字仲用，号默庵，山東兖州府東平州人，民籍，明朝政治人物。

## 生平
正德二年(1507年)，山東鄉試第七名舉人。正德六年（1511年）中式辛未科會試第二百六十九名，登第二甲第八十七名進士。曾任吏部考功司主事，仕至德王府長史。
梁穀居鄉凶戾，行多不檢，倚惡少為助。惟梁穀顯達後，此輩仍經常往來其家門，梁穀頗厭苦之，正德九年，東平人西鳳竹向梁穀謊稱惡少袁質、趙岩等人糾眾數千，將為逆。梁穀聞鳳竹言，輒意動，遂向尚書楊一清謊稱陷袁、趙諸人將行謀逆，並牽連歸善王朱當沍，此事後經三法司審理後，證明並無叛亂之實，梁穀為此被巡按李翰臣彈劾梁穀挾私恨誣告，惟當時明武宗身邊近倖方欲邀功，反指責李翰臣為叛人掩飾，逮李翰臣入詔獄，事後朱當沍因此被廢為庶人，李翰臣貶官為德州判官，袁、趙等人流放邊地，被此事諸連逮瘐死者甚眾，惟梁穀首為難端，竟以楊一清之庇護，獨得免。

## 家族
梁穀為宋朝狀元梁灝、梁固父子的後裔。
曾祖父梁繼祖，明初年间贈戶部郎中；祖父梁安，曾任知府贈監察御史；父梁覲，曾任按察司副使。前母李氏；母孔氏。慈侍下。
生有十一子。次子梁紹儒。

## 交遊
與李开先友好。